# مسعود هوشمند
علی‌اکبر هوشمند با نام هنری مسعود هوشمند (۱۵ اردیبهشت ۱۳۲۵ – ۲۵ مهر ۱۳۸۹) ترانه‌سرا و شاعر ایرانی بود.

## زندگی‌نامه
مسعود هوشمند در ۱۵ اردیبهشت ۱۳۲۵ در میدان بهارستان، تهران زاده شد. دیپلم ادبی‌اش را از دبیرستان دارالفنون گرفت و پس از ورود به دانشگاه تهران، در رشتهٔ حقوق قضایی فارغ‌التحصیل شد. او پیش از انقلاب علاوه بر ترانه‌سرایی، به‌عنوان منشی دادیار شعبه ۹ دادسرای تهران نیز مشغول به فعالیت شده بود.
وی از سال ۱۳۵۰ کار ترانه‌سرایی‌اش را با همکاری حسین واثقی زوج همیشگی‌اش آغاز کرد. اولین همکاری این دو با صدای عماد رام و در فیلم سینمایی نقره داغ منتشر شد.
مسعود هوشمند و حسین واثقی سال‌ها با یکدیگر همکاری نموده و حاصل همکاری این دو در پیش از انقلاب بیشتر با اجرای عهدیه و مرتضی همراه بوده‌ است.
هوشمند در مجموع برای ۵۱ فیلم سینمایی ترانه سروده که اغلب آن‌ها توسط عهدیه اجرا شده‌است. اگر چه کاملاً روشن است که ترانه‌های منتشر شده از او در این فیلم‌ها بیشتر جنبه تجاری داشته‌اند، اما توانایی‌های او در عرصه ترانه‌سرایی بسیار فراتر از آثار منتشر شدهٔ تجاری او بوده‌اند.

## پس از انقلاب
مسعود هوشمند پس از انقلاب همچون بسیاری از همکارانش دست به ساخت ترانه‌ها و سرودهایی به مناسبت انقلاب زد. از شاخص‌ترین آن‌ها کار جهاد بود که با همکاری علی درخشان ساخته شد و توسط جوان ۱۸ سالهٔ آن روزها یعنی هاتف اجرا گشت.

## همکاری
با آهنگسازان
به جز حسین واثقی یار همیشگی هوشمند، آهنگسازان دیگری نیز همچون؛ پرویز مقصدی، پرویز اتابکی، داوود اردلان و سیاوش قمیشی با او همکاری نمودند.
با خوانندگان
به جز عهدیه، مرتضی و ایرج مهدیان که خوانندهٔ ترانه‌های او در فیلم‌های سینمایی بودند، خوانندگان دیگری همچون مهستی، داریوش، ابی، شهره، گوگوش، عماد رام، فریدون فروغی، سیاوش قمیشی، شاهرخ، رامش، عارف، سلی، افشین مقدم، فرزین، گیتی پاشایی، احمدرضا نبی‌زاده، دینامیک و... نیز اجرای کنندهٔ ترانه‌های او بودند.

## درگذشت
وی روز یکشنبه ۲۵ مهر ۱۳۸۹ در سن ۶۴ سالگی در تهران درگذشت و در قطعهٔ ۷ ردیف ۸۵ شماره ۱۳، بهشت زهرا به خاک سپرده شد.

## آثار
| خواننده          | نام ترانه              | آهنگساز                         | سال انتشار | ترجیع‌بند                                                                         |
| ---------------- | ---------------------- | ------------------------------- | ---------- | -------------------------------------------------------------------------------- |
| ابی              | عطش                    | حسین واثقی                      | ۱۳۵۱       | عطش موندن با تو تو دلم ریشه دوونده چشم من مرگ دلم رواز توی چشم تو خونده          |
| ابی              | چرا چرا                | فرشاد واثقی                     | ۱۳۵۱       | شبامون آیه بیداری شدن روزامون ساکت و تکراری شدن                                  |
| ابی              | سادگی                  | سیاش قمیشی                      |            | همیشه سبز می‌خشکد همیشه ساده می‌بازد همیشه لشکر اندوه به قلب ساده می‌تازد           |
| احمدرضا نبی زاده | هیزم نیمه نیمه         | پرویز مقصدی                     | ۱۳۵۶       |                                                                                  |
| اونیک            | خنده و گریه            | پرویز مقصدی                     |            |                                                                                  |
| ایرج مهدیان      | نگفتنش بهتره           | حسین واثقی                      |            |                                                                                  |
| اسی              | بگو                    | داود اردلان                     | ۱۳۵۹       |                                                                                  |
| اسی              | هرگز                   | داود اردلان                     | ۱۳۵۹       |                                                                                  |
| افشین مقدم       | پاکباخته               | افشین مقدم                      |            | کسی که با غم تو سوخته و ساخته منم                                                |
| امیر اردهالی     | عطش                    | حسین واثقی/تنظیم:محمد خرمی نژاد | ۱۳۹۳       | عطش موندنِ با تو تو دلم ریشه دوونده                                               |
| بابک جهانبخش     | خداحافظ                | پیام هوشمند                     | ۱۳۸۴       | درون کوچه قلبم، چه غمگینانه می‌پیچد                                               |
| بهرام فروهر      | عاشق ساده              | حسین واثقی                      | ۱۳۷۵       |                                                                                  |
| پروا             | سوتش کن فوتش کن        | حسین واثقی                      |            |                                                                                  |
| پروا             | بشکن بشکن              | حسین واثقی                      |            |                                                                                  |
| تیلا             | یاقوت لب               | حسین واثقی                      |            |                                                                                  |
| جمال وفایی       | چشم بلوطی              | مسعود حسن خانی                  |            |                                                                                  |
| حسن شجاعی        | تقدیر                  | حسین واثقی                      |            |                                                                                  |
| حمید شب خیز      | کودک بابا              | داود اردلان                     |            |                                                                                  |
| حمید غلامعلی     | جهاد (الله الله)       | علی درخشان                      | ۱۳۶۵       | خلق بیدار شدند همه آماده جنگ                                                     |
| داریوش           | لالایی                 | پرویز مقصدی                     | ۱۳۵۰       | لالا می‌گم برات خوابت نمی‌آد بزرگت می‌کنم یادت نمی‌آد                                |
| داریوش           | شب اومد                | صدرالدین مهوان                  | ۱۳۵۱       | بازم آفتاب غروب کرد و شب اومد                                                    |
| داریوش           | خار                    | حسین واثقی                      | ۱۳۵۲       | ای خدا من به کسی کاری ندارم ولی زخم از همه خوردن شده کارم                        |
| رامش             | شرم بوسه               | داود اردلان                     |            | اون دو تا چشات مث ستاره دل می‌شه صیدش به یه اشاره                                 |
| رامش             | دست روی دست گذاشتن     | مهوان                           |            |                                                                                  |
| سپهر             | تو را میپرستم          | حسین واثقی                      |            |                                                                                  |
| سلی              | خورشید هفت آسمون       | پرویز اتابکی                    | ۱۳۵۴       |                                                                                  |
| سیاوش قمیشی      | هدیه (رمیکس)           | سیاوش قمیشی                     | ۱۳۹۰       | وقتی دستام خالی باشه                                                             |
| سیاوش قمیشی      | تاک                    | سیاوش قمیشی                     | ۱۳۷۲       | تو یه تاک قد کشیده پا گرفتی روی سینم واسه پا گرفتن تو عمریه که من زمینم          |
| شاهرخ            | غریبه                  | شاهرخ                           | ۱۳۷۷       |                                                                                  |
| شایان            | عطش                    | حسین واثقی                      |            | عطش موندن با تو تو دلم ریشه دوونده                                               |
| شهرام شب‌پره      | می تونی                | سیاوش قمیشی                     | ۱۳۶۳       | وقتی جای خنده غم می‌شینه روی لبام تشنهٔ نوازشم خسته ازخستگیام                      |
| شهرام صولتی      | کوله بار               | سیاوش قمیشی                     |            |                                                                                  |
| شهره             | بت سنگی                | سیاوش قمیشی                     | ۱۳۶۵       | اگر چه قرعهٔ فالت زد و آخر به نامم خورد ولی اون حادثه اون روز تموم تازگیم و برد   |
| شهره             | اشک من                 | پرویز مقصدی                     | ۱۳۵۶       | سکوتم قصه‌ای تلخ است شبم بی روزن و تاریک همیشه شادی از من دور غم اما با دلم نزدیک |
| عارف             | قصه اتل متل            | حسین واثقی                      |            |                                                                                  |
| عارف             | نگو نه                 | حسین واثقی                      |            |                                                                                  |
| عارف             | مال و منال             | پرویز مقصدی                     |            |                                                                                  |
| عارف             | پشیمان                 | حسین واثقی                      |            |                                                                                  |
| عارف             | سراب                   | حسین واثقی                      | ۱۳۵۲       |                                                                                  |
| عارف             | فریب (فضای تهی)        | حسین واثقی                      |            |                                                                                  |
| علی تفرشی        | معما                   | علی تفرشی                       |            |                                                                                  |
| عهدیه            | با من بمان             | غربی                            |            |                                                                                  |
| عهدیه            | جیزه جیزه              | حسین واثقی                      |            |                                                                                  |
| عهدیه            | دوشنبه ها              | حسین واثقی                      |            |                                                                                  |
| عهدیه            | بازی اشکنک داره        | حسین واثقی                      |            |                                                                                  |
| عهدیه            | بندری                  | حسین واثقی                      |            |                                                                                  |
| عهدیه            | کاسه کوزه ها           | حسین واثقی                      |            |                                                                                  |
| عهدیه            | بیا ای آشنا            | حسین واثقی                      |            |                                                                                  |
| عهدیه            | آخه دوستت دارم         | حسین واثقی                      |            |                                                                                  |
| فرزین            | خداحافظ                | داود اردلان                     | ۱۳۵۵       | درون کوچه قلبم چه غمگینانه می‌پیچد صدای تو که می‌گفتی به جز تو دل نمی‌بندم          |
| فریدون فرخزاد    | دو آشنا دو همزاد       | منصور ایرانژاد                  |            |                                                                                  |
| فریدون فروغی     | فتنه چکمه پوش          | حسین واثقی                      | ۱۳۵۱       | روزم از شب روسیاتر شبم از شهر بی صداتر                                           |
| فیروزه           | این کی بود             | کیومرث سلیم پور                 |            |                                                                                  |
| کامران           | پشت و خنجر             | حسین واثقی                      | ۱۳۵۶       | اگه چوب همهٔ جنگلا رو قفس کنن هنوزم دستای من خواب کبوتر می‌بینه                    |
| کوروس حسیبی      | کاروان                 | کیومرث سلیم پور                 |            |                                                                                  |
| کوروس حسیبی      | خوش خبر                | کیومرث سلیم پور                 |            |                                                                                  |
| گوگوش            | گاهی خنده گاهی گریه    | پرویز مقصدی                     |            | بعد تو این دل رسوا به کسی دل نمی‌بنده                                             |
| گیتی             | عشق اول و آخر          | پرویز مقصدی                     | ۱۳۵۲       |                                                                                  |
| مرتضی            | عشق زودگذر (گل نیلوفر) | پرویز مقصدی                     | ۱۳۵۲       | دلم از دیدن تو سیر نمی‌شه به کنارم تو بمون دیر نمی‌شه                              |
| مرتضی            | چلچراغ                 | پرویز مقصدی                     | ۱۳۵۵       |                                                                                  |
| مرتضی            | هستی تو                | حسین واثقی                      |            |                                                                                  |
| مرتضی            | معشوقه                 | حسین واثقی                      | ۱۳۵۲       |                                                                                  |
| مرتضی            | تعصب                   | حسین واثقی                      | ۱۳۵۴       | مثل سایه با منه قصه گذشته‌ها، هر جا که پا می‌زارم همه جا میاد باهام                |
| مرتضی            | هیمه                   | مرتضی                           |            |                                                                                  |
| مرتضی            | نمیخوام حرف بزنم       | حسین واثقی                      |            |                                                                                  |
| مرتضی            | شلاق                   | حسین واثقی                      |            |                                                                                  |
| مرتضی            | بوسه بر لبهای خونین    | حسین واثقی                      |            |                                                                                  |
| مهستی            | اشکی برام نمونده       | حسین واثقی                      | ۱۳۵۴       | غم داره قلب منو تو سینه داغون میکنه                                              |
| ناهید دایی جواد  | قلوه سنگ               | قراملکی                         |            |                                                                                  |
| ناهید دایی جواد  | لالائی                 | علی نوعدوست                     |            |                                                                                  |
| ناهید دایی جواد  | دلم خونه               | علی نوعدوست                     |            |                                                                                  |
| ویگن             | پسرم                   | کوروش یغمایی                    | ۱۳۵۴       | پسرم دنیا محل گذره                                                               |
| هاتف             | رسالت محمد (الله الله) | علی درخشان                      | ۱۳۵۷       | خلق بیدار شدند همه آماده جنگ                                                     |

## شعر در فیلم‌ها
قفس ؛ 1353